# 13e cérémonie des Screen Actors Guild Awards
La 13e cérémonie des Screen Actors Guild Awards, décernés par la Screen Actors Guild, a eu lieu le 28 janvier 2007, et a récompensé les acteurs et actrices du cinéma et de la télévision ayant tourné en 2006.

## Palmarès et nominations

### Cinéma

#### Meilleur acteur dans un premier rôle
- Forest Whitaker pour le rôle d'Idi Amin Dada dans Le Dernier Roi d'Écosse (The Last King of Scotland)
  - Leonardo DiCaprio pour le rôle de Danny Archer dans Blood Diamond
  - Ryan Gosling pour le rôle de Dan Dunne dans Half Nelson
  - Peter O'Toole pour le rôle de Maurice dans  Venus
  - Will Smith pour le rôle de Chris Gardner dans À la recherche du bonheur (The Pursuit of Happyness)

#### Meilleure actrice dans un premier rôle
- Helen Mirren pour le rôle de la reine Élisabeth II dans The Queen
  - Penelope Cruz pour le rôle de Raimunda dans Volver
  - Judi Dench pour le rôle de Barbara Covett dans Chronique d'un scandale (Notes on a Scandal)
  - Meryl Streep pour le rôle de Miranda Priestly dans Le Diable s'habille en Prada (The Devil wears Prada)
  - Kate Winslet pour le rôle de Sarah Pierce dans Little Children

#### Meilleur acteur dans un second rôle
- Eddie Murphy pour le rôle de James "Thunder" Early dans Dreamgirls
  - Alan Arkin pour le rôle de Edwin Hoover dans Little Miss Sunshine
  - Leonardo DiCaprio pour le rôle de Billy Costigan dans Les Infiltrés (The Departed)
  - Jackie Earle Haley pour le rôle de Ronnie J. McGorvey dans Little Children
  - Djimon Hounsou pour le rôle de Solomon Vandy dans Blood Diamond

#### Meilleure actrice dans un second rôle
- Jennifer Hudson pour le rôle d'Effie White dans Dreamgirls
  - Adriana Barraza pour le rôle d'Amelia dans Babel
  - Cate Blanchett pour le rôle de Sheba Hart dans Chronique d'un scandale (Notes on a Scandal)
  - Abigail Breslin pour le rôle d'Olive Hoover dans Little Miss Sunshine
  - Rinko Kikuchi pour le rôle de Chieko dans Babel

#### Meilleure distribution
- Little Miss Sunshine – Alan Arkin, Abigail Breslin, Steve Carell, Toni Collette, Paul Dano et Greg Kinnear
  - Babel
  - Bobby
  - Dreamgirls
  - Les Infiltrés (The Departed)

### Télévision
Note : le symbole « ♕ » rappelle le gagnant de l'année précédente (si nomination).

#### Meilleur acteur dans une série dramatique
- Hugh Laurie pour le rôle du Dr Gregory House dans Dr House (House)
  - Michael C. Hall pour le rôle de Dexter Morgan dans Dexter
  - James Gandolfini pour le rôle de Tony Soprano dans Les Soprano (The Sopranos)
  - James Spader pour le rôle d'Alan Shore dans Boston Justice (Boston Legal)
  - Kiefer Sutherland pour le rôle de Jack Bauer dans 24 heures chrono (24) ♕

#### Meilleure actrice dans une série dramatique
- Chandra Wilson pour le rôle du Dr Miranda Bailey dans Grey's Anatomy
  - Patricia Arquette pour le rôle d'Allison DuBois dans Médium (Medium)
  - Edie Falco pour le rôle de Carmela Soprano dans Les Soprano (The Sopranos)
  - Mariska Hargitay pour le rôle d'Olivia Benson dans New York, unité spéciale (Law & Order: Special Victims Unit)
  - Kyra Sedgwick pour le rôle de Brenda Leigh Johnson dans The Closer

#### Meilleur acteur dans une série comique
- Alec Baldwin pour le rôle de Jack Donaghy dans  30 Rock
  - Steve Carell pour le rôle de Michael Scott dans The Office
  - Jason Lee pour le rôle d'Earl J. Hickey dans Earl (My Name Is Earl)
  - Jeremy Piven pour le rôle de Charlie Harper dans Entourage
  - Tony Shalhoub pour le rôle d'Adrian Monk dans Monk

#### Meilleure actrice dans une série comique
- America Ferrera pour le rôle de Betty Suarez dans Ugly Betty
  - Felicity Huffman pour le rôle de Lynette Scavo dans Desperate Housewives ♕
  - Julia Louis-Dreyfus pour le rôle de Christine Campbell dans Old Christine (The New Adventures of Old Christine)
  - Megan Mullally pour le rôle de Karen Walker dans Will et Grace (Will & Grace)
  - Mary-Louise Parker pour le rôle de Nancy Botwin dans Weeds
  - Jaime Pressly pour le rôle de Joy Darville Turner dans Earl (My Name Is Earl)

#### Meilleure distribution pour une série dramatique
- Grey's Anatomy
  - 24 heures chrono (24)
  - Boston Justice (Boston Legal)
  - Deadwood
  - Les Soprano (The Sopranos)

#### Meilleure distribution pour une série comique
- The Office
  - Desperate Housewives ♕
  - Entourage
  - Ugly Betty
  - Weeds

#### Meilleur acteur dans un téléfilm ou dans une minisérie
- Jeremy Irons pour le rôle de Robert Dudley, 1er comte de Leicester dans Elizabeth I
  - Thomas Haden Church pour le rôle de Tom Harte dans Broken Trail
  - Robert Duvall pour le rôle de Prentice Ritter dans Broken Trail
  - William H. Macy pour le rôle de Clyde Umney dans Rêves et Cauchemars (Nightmares and Dreamscapes)
  - Matthew Perry pour le rôle de Ron Clark dans The Ron Clark Story

#### Meilleure actrice dans un téléfilm ou dans une minisérie
- Helen Mirren pour le rôle de la reine Élisabeth Ire dans Elizabeth I
  - Annette Bening pour le rôle de Jean Harris dans Mrs. Harris
  - Shirley Jones pour le rôle de Tante Batty dans Oranges amères (Hidden Places)
  - Cloris Leachman pour le rôle de Pearl "Billie" Schwartz dans Mrs. Harris
  - Greta Scacchi pour le rôle de Nola Johns dans Broken Trail

### Screen Actors Guild Life Achievement Award
- Julie Andrews

## Récompenses et nominations multiples

### Nominations multiples

#### Cinéma
3 : Babel, Little Miss Sunshine
2 : Blood Diamond, Chronique d'un scandale, Les Infiltrés, Little Children, Dreamgirls

#### Télévision
3 : Les Soprano, Broken Trail
2 : Boston Justice, 24 heures chrono, Entourage, The Office, Grey's Anatomy, Elizabeth I, Mrs. Harris, Ugly Betty, Desperate Housewives, Weeds, Earl

### Personnalités
2 : Leonardo DiCaprio

### Récompenses  multiples

#### Cinéma
2/2 :  Dreamgirls

#### Télévision
2/2 : Grey's Anatomy, Elizabeth I